# Imperialistkongressen 1907
Imperialistkongressen 1907 (engelska: 1907 Imperial Conference) var en brittisk-dominerad konferens eller förhandlingsserie, utsträckt på en månad från den 15 april 1907 till den 14 maj 1907 som ägde rum i London. Ordförande för konferensen var Storbritanniens premiärminister Sir Henry Campbell-Bannerman.

## Deltagare
Från den brittiska sidan deltog en stor del av regeringen, däribland Edward Grey, Lord Elgin och John Morley (ansvarig för det brittiska kolonialstyret i Indien). 
Utöver detta deltog även representanter för Australien, Kanada, Nya Zeeland, tre kolonier i Sydafrika (Transvaal, Kap och Natal) och Newfoundlandkolonin.